# Berlin-Marathon 1983
| 10. Berlin-Marathon    | 10. Berlin-Marathon        |
| ---------------------- | -------------------------- |
| Stadt                  | Berlin, Deutschland        |
| Datum                  | 25. September 1983         |
| Distanz                | 42,195 Kilometer           |
| Sieger                 |                            |
| Männer                 | Karel Lismont (2:13:37 h)  |
| Frauen                 | Karen Goldhawk (2:40:32 h) |
| ← Berlin-Marathon 1982 | Berlin-Marathon 1984 →     |
| Website                | Offizielle Website         |

Der Berlin-Marathon 1983 war die 10. Ausgabe der jährlich stattfindenden Laufveranstaltung in West-Berlin, Bundesrepublik Deutschland. Der Marathon fand am 25. September 1983 statt.
Bei den Männern gewann Karel Lismont in 2:13:37 h, bei den Frauen Karen Goldhawk in 2:40:32 h.

## Ergebnisse

### Männer
| Platz | Athlet          | Land                   | Zeit (h) |
| ----- | --------------- | ---------------------- | -------- |
| 01    | Karel Lismont   | Belgien                | 2:13:37  |
| 02    | Jimmy Ashworth  | Vereinigtes Königreich | 2:14:01  |
| 03    | Werner Meier    | Schweiz                | 2:15:06  |
| 04    | Franz Homberger | BR Deutschland         | 2:15:27  |
| 05    | Wiktor Sawicki  | Polen                  | 2:16:15  |
| 06    | Jonathan Kilsby | Vereinigtes Königreich | 2:17:31  |
| 07    | Paul Campbell   | Vereinigtes Königreich | 2:18:52  |
| 08    | Helmut Dreyer   | BR Deutschland         | 2:21:13  |
| 09    | Clemens Hoube   | BR Deutschland         | 2:21:27  |
| 10    | István Dénes    | BR Deutschland         | 2:21:31  |

### Frauen
| Platz | Athletin          | Land                   | Zeit (h) |
| ----- | ----------------- | ---------------------- | -------- |
| 01    | Karen Goldhawk    | Vereinigtes Königreich | 2:40:32  |
| 02    | Jean Lochhead     | Vereinigtes Königreich | 2:43:56  |
| 03    | Renata Walendziak | Polen                  | 2:44:07  |
| 04    | Else Ulrich       | Dänemark               | 2:49:03  |
| 05    | Helen Comsa       | Schweiz                | 2:51:34  |
| 06    | Angelika Brandt   | BR Deutschland         | 2:52:14  |
| 07    | Jutta von Haase   | BR Deutschland         | 2:53:43  |
| 08    | Ulla Meyer        | BR Deutschland         | 2:54:12  |
| 09    | Mathilde Heuing   | BR Deutschland         | 2:54:31  |
| 10    | Anna Krol         | Polen                  | 2:56:30  |